# Yvon Lambert (galeriste)
Pour les articles homonymes, voir Yvon Lambert et Lambert.
Yvon Lambert, né le 9 février 1936 à Vence, est un galeriste et marchand d'art contemporain français, travaillant à Paris et Avignon. Il a été un des principaux directeurs de galerie d'art contemporain en France.

## Biographie
Yvon Lambert s'est intéressé à l'art de son temps de façon extrêmement précoce, puisqu'il affirme avoir acheté sa première œuvre à l'âge de quatorze ans, alors qu'il vivait dans la région de Saint-Paul-de-Vence et était ainsi en contact avec les grands noms de la Fondation Maeght. Avec l'aide financière de sa mère, il ouvre sa première galerie à Vence, place du Grand-Jardin.
En 1966, à trente ans, Yvon Lambert ouvre sa première galerie parisienne rue de l'Échaudé où, après une période consacrée à l'art moderne des années 1930-1960 (Robert Malaval, Jean Hélion, Theo van Doesburg, Léon Tutundjian), il décide à partir de 1967 d'exposer en grande majorité des artistes américains piliers de l’art conceptuel, minimaliste ou du Land art comme Sol LeWitt, Richard Long, Brice Marden, Robert Ryman, ou Cy Twombly. Il expose également des artistes européens tels que Daniel Buren, Christo, Gordon Matta-Clark, ou Dennis Oppenheim. Il devient alors à Paris après Ileana Sonnabend, et avec Daniel Templon l'un des deux grands promoteurs de l'art contemporain. 

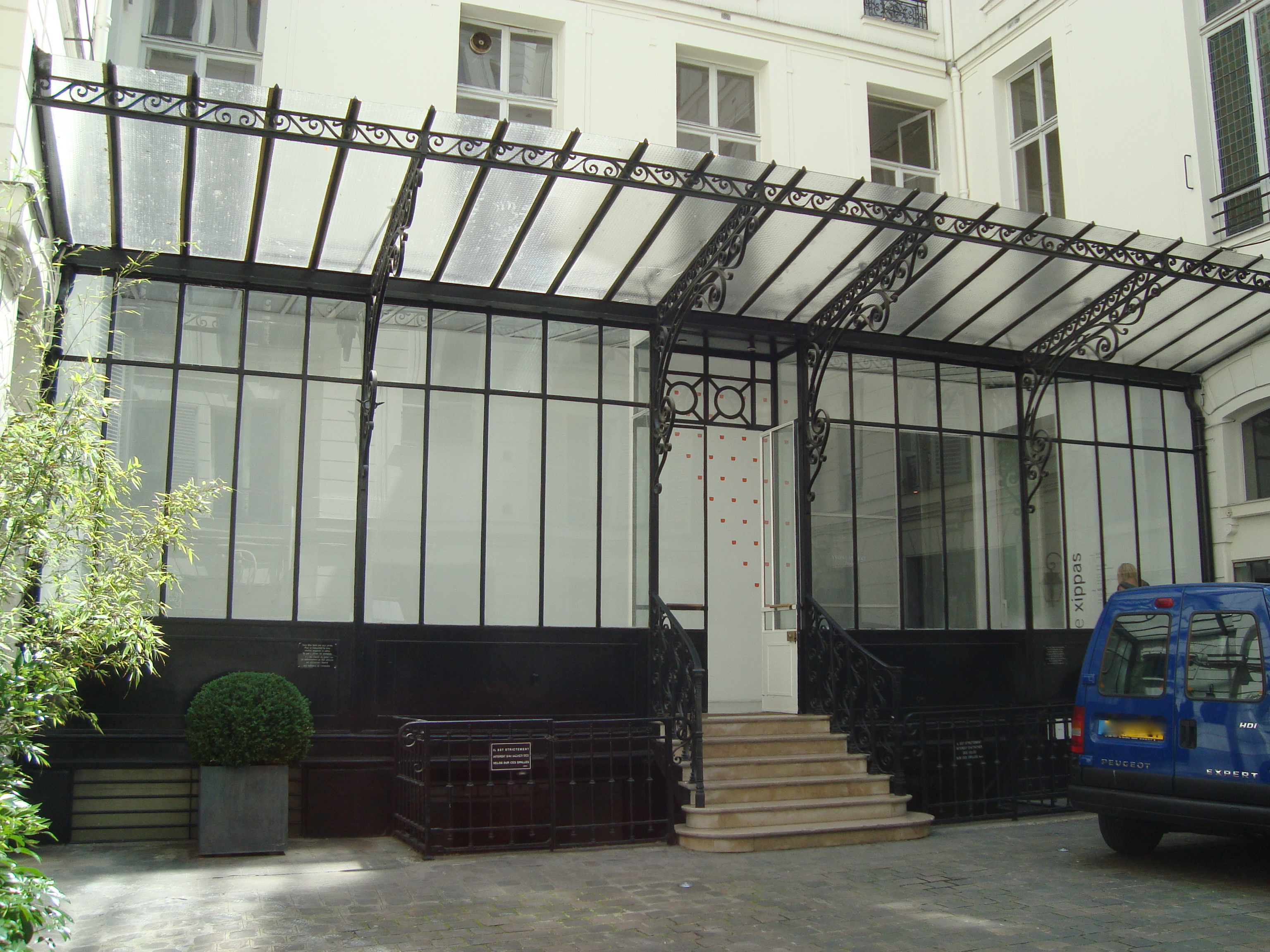
Entrée de la galerie Lambert, rue Vieille-du-Temple à Paris.

En 1977, il quitte le 6e arrondissement pour le 3e, rue du Grenier-Saint-Lazare, où il expose entre autres : Jean-Charles Blais, Miquel Barceló, Christian Boltanski, et Joseph Beuys au début des années 1980. En 1986, il installe sa galerie parisienne dans un espace sous verrière rue Vieille-du-Temple, où elle se situe encore. Dans ce nouvel espace, il a notamment exposé Nan Goldin, Jenny Holzer, Anselm Kiefer, ou Douglas Gordon.
En 2003, il ouvre une galerie sur la 21e rue dans le quartier de Chelsea à New York. En 2008, il demande à l'architecte Richard Gluckmann de concevoir un nouvel espace pour celle-ci. En avril 2011, après sept ans d'activité, il annonce la fermeture de sa galerie de Chelsea pour le mois de juin de la même année afin de recentrer son activité en France.
Le 3 juillet 2014, on annonce la fermeture de sa galerie parisienne fin décembre 2014. Il se consacre aujourd'hui à l'édition de livre d'artiste en ouvrant une nouvelle librairie 14 rue des Filles du Calvaire à partir du 17 octobre 2017.

## Artistes représentés par Yvon Lambert
Carlos Amorales, Carl Andre, Miquel Barceló, Robert Barry, Jean Charles Blais, Stefan Bruggemann, Mircea Cantor, David Claerbout, Jason Dodge, Spencer Finch, Anna Gaskell, Vincent Ganivet, Nan Goldin, Douglas Gordon, Loris Gréaud, Candida Höfer, Jenny Holzer, Bethan Huws, Koo Jeong A, Joan Jonas, On Kawara, Zilvinas Kempinas, Idris Khan, Anselm Kiefer, Barbara Kruger, Luc Lauras, Bertrand Lavier, Louise Lawler, Sol LeWitt, Roman Opalka, Jill Magid, Jonathan Monk, Giulio Paolini, Andres Serrano, Niele Toroni, Salla Tykkä, Francesco Vezzoli, Ian Wallace, Lawrence Weiner, Cerith Wyn Evans.

## Collection Lambert à Avignon: l'hôtel de Caumont
À la fin des années 1990, Yvon Lambert décide d'ouvrir sa collection personnelle au public. Il organise en 1992 une importante exposition intitulée « Yvon Lambert collectionne » à Villeneuve-d'Ascq et envisage d'ouvrir un musée à Montpellier. Ce dernier projet avorte, mais avec l'aide de la municipalité d'Avignon, il installe le fonds de ses collections, prêté pour 20 ans, dans l'hôtel de Caumont, en vue d'une future donation. La Collection Lambert ouvre ses portes en juillet 2000.
Durant l'été 2008, Yvon Lambert est invité à exposer une importante partie de sa collection à la villa Médicis de Rome. Cette même année, Yvon Lambert annonce qu'il envisage de faire une donation à l'État français de 300 œuvres de sa collection, pour une valeur estimée à environ 63 millions d'euros, dans le cadre de la création à Avignon d'un centre d'art contemporain permanent,. Ce projet est entériné en novembre 2011 avec la donation de 556 œuvres à l'État français inaliénables à l'hôtel de Caumont.

## Décorations
- Officier de l'ordre national du Mérite (promu directement à ce grade en 2016 pour ses 50 ans de services[8]).